# Stachybotrys chartarum
Stachybotrys chartarum también conocida como moho negro o moho negro tóxico, es una variedad de microhongos que producen sus conidios en partículas de cieno. Fue descubierta en la pared de una casa en Praga en 1837 por el micólogo checo August Carl Joseph Corda.
Crece en lugares con altos niveles de humedad y ausencia de luz solar, siendo poco probable encontrarla en viviendas con condiciones normales. Estudios en ratones, además, sugieren que es poco probable que produzca enfermedades en humanos mediante el transporte de esporas tóxicas en el aire.

## Crecimiento, reproducción y hábitat
S. chartarum es un moho que crece lentamente y no compite bien con otros mohos. Es raramente encontrado en la naturaleza y, con muy poca frecuencia, se encuentra en los entornos humanos un que cumplan con las condiciones adecuadas para vivir: cantidades grandes de celulosa, grandes fluctuaciones de temperatura, poco nitrógeno, ausencia de otros mohos, ausencia de luz solar y abundante humedad constante. Es a veces encontrado en la tierra y en granos, pero es más a menudo detectado en materiales de construcción ricos en celulosa, desde superficies húmedas —como yeso húmedo cubierto de papel tapiz— a edificios dañados por el agua.
Las esporas solo se liberan al aire ambiental cuando el moho es perturbado mecánicamente, particularmente cuando está mojado. Está considerado un contaminante del aire interior poco común.
No todas las cadenas de S. chartarum producen micotoxinas, y, bajo ciertas condiciones, algunas de estas pierden la capacidad de producir tales toxinas con el tiempo. La presencia de gran humedad interior no implica que la S. chartarum productora de micotoxinas también esté presente.

## Toxicidad
Los problemas de salud relacionados con este moho han sido documentados en humanos y animales desde la década de 1930. Más recientemente, S. chartarum ha sido relacionado con el llamado síndrome del edificio enfermo, aunque dicha relación no se ha establecido en la literatura científica.
En 1994, el Centro de EE. UU. para Control de Enfermedades (CDC, por sus siglas en inglés) verificó que un número de niños en Cleveland, Ohio, se enfermaron y algunos murieron de hemosiderosis pulmonar (hemorragia en los pulmones) luego de exposiciones inusualmente altas de esporas de S. chartarum. Investigaciones posteriores del CDC no revelaron una relación definitiva entre esas exposiciones y las muertes infantiles.
Más recientemente, ratas de laboratorio expuestas a aire junto a paredes completamente cubiertas de este moho experimentaron pocos efectos biológicos notables. En otro experimento, se expuso a ratones a concentraciones de micotoxinas de S. chartarum mucho más grandes que las que un humano podría recibir en cualquier entorno de vivienda, y no mostraron síntomas de enfermedad. Según un autor, «Estos estudios sugieren que las concentraciones de esporas de S. chartarum que viajan por el aire obtenidas realistamente en el aire interior son demasiado bajas para producir efectos clínicos».
En 2007, la revista Foro Veterinario publicó un artículo diciendo que dos gatos murieron bajo anestesia, en lo que se cree es el primer caso documentado de envenenamiento por moho negro en mascotas. Los gatos vivieron en Florida, en una casa dañada por el agua. Durante los procedimientos dentales rutinarios, ambos gatos experimentaron severas hemorragias pulmonares y luego murieron. Pruebas de sangre confirmaron la presencia de una toxina producida por S. chartarum, y también se halló una contaminación severa de moho en la casa.
Existen dos quimiotipos en S. chartarum: uno que produce microtoxinas de trichothecene, como satratoxina H, y otra que produce atranones.